# 新諾索維齊亞
50°16′36″N 25°42′10″E / 50.27667°N 25.70278°E
新諾索維齊亞（烏克蘭語：Нова Носовиця），是烏克蘭的村落，位於該國西北部羅夫諾州，由杜布諾區負責管轄，始建於1909年，面積0.05平方公里，海拔高度221米，2001年人口219，人口密度每平方公里4,659.6人。